# Eiphosoma rudelium
Eiphosoma rudelium là một loài tò vò trong họ Ichneumonidae.